# Regra geral de Leibniz
Em cálculo, a regra geral de Leibniz, nomeada depois por Gottfried Wilhelm Leibniz, generaliza a regra do produto. Afirma que se f e g são funções diferenciáveis n-vezes, então a n-ésima derivada do produto fg é dada por
{\displaystyle (f\cdot g)^{(n)}=\sum _{k=0}^{n}{n \choose k}f^{(k)}g^{(n-k)}},
onde {\displaystyle {n \choose k}} é Coeficiente binomial.
Isto pode ser provado usando a regra do produto e a indução matemática.
Com a notação Índice múltiplo as regras dizem de forma mais geral:
{\displaystyle \partial ^{\alpha }(fg)=\sum _{\{\beta \,:\,\beta \leq \alpha \}}{\alpha  \choose \beta }(\partial ^{\alpha -\beta }f)(\partial ^{\beta }g).}
Esta fórmula pode ser usada para derivar uma fórmula que calcula o símbolo da composição de operadores diferenciais. Na verdade, caso P e Q sejam operadores diferenciais (com coeficientes que são suficientemente diferenciáveis muitas vezes) e {\displaystyle R=P\circ Q}. Visto que "R" também é um operador diferencial, o símbolo de "R" é dado por:
{\displaystyle R(x,\xi )=e^{-{\langle x,\xi \rangle }}R(e^{\langle x,\xi \rangle }).}
Um cálculo direto agora nos dá:
{\displaystyle R(x,\xi )=\sum _{\alpha }{1 \over \alpha !}\left({\partial  \over \partial \xi }\right)^{\alpha }P(x,\xi )\left({\partial  \over \partial x}\right)^{\alpha }Q(x,\xi ).}
Esta fórmula é conhecida como a de Leibniz. É utilizada para definir a composição, no espaço de símbolos, induzindo a estrutura do anel.